# اوبون (جشن)

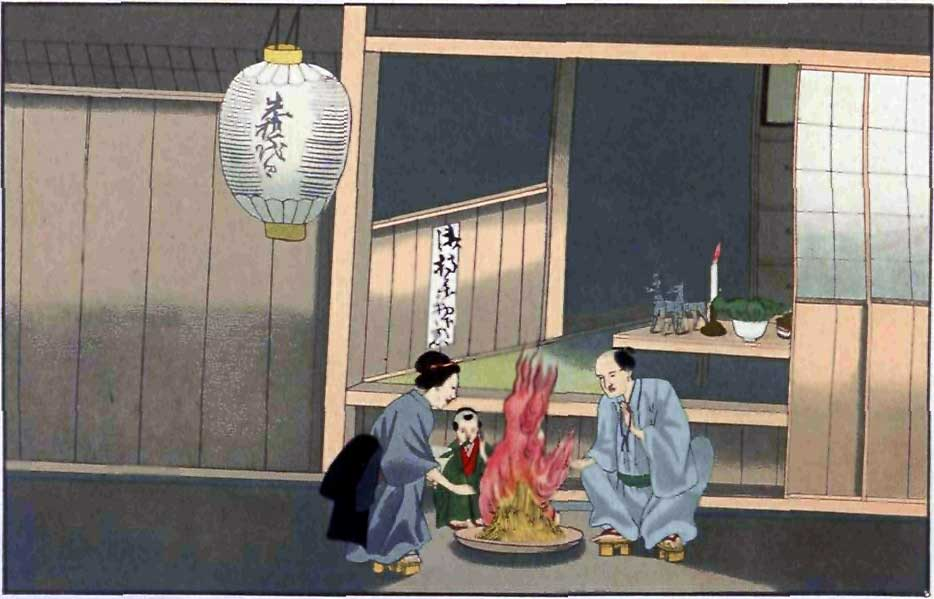
برگزاری اُبُن در اواخر دوره شوگون‌سالاری توکوگاوا در سال ۱۸۶۷

اُبُن یا بُن (به ژاپنی: お盆) از جشن‌های بودایی- شرقی در یادبود نیاکان درگذشته‌است. اُبُن در ژاپن تعطیل رسمی نیست اما اکثر شرکت‌ها و دفاتر دولتی این روز را تعطیل می‌کنند. در تقویم فعلی زمان اُبُن تقریباً در نیمهٔ ماه اوت (۱۵–۱۳) هشتمین ماه سال است اما در قدیم در نیمهٔ هفتمین ماه سال بوده‌است. بعضی معتقدند که با برپایی مراسم و خیرات کردن در روزهای اُبُن روح مردگان شاد می‌شود. امروزه مراسم اُبُن اغلب به روش آیین بودایی برگزار می‌شود. کلمهٔ اُبُن کوتاه شده کلمهٔ بودایی «ئورابونه» یا همان اورابانا در زبان سانسکریت است و به معنی کسی را از شکنجه و عذاب جهنم نجات دادن است. بعضی معتقدند که بودا مادر یکی از شاگردانش را که در جهنم انداخته شده بود نجات داده‌است و مراسم ابن امروزی از این ماجرا منشأ گرفته‌است. مدت ابن به تقویم و مکان بستگی دارد یعنی زمان برگزاری در استانهای مختلف ژاپن متفاوت است.

## تاریخچه
در دوران فرمانروایی امپراتریس کوگیوکو (امپراتریس سایمی) (زاده ۵۹۴ یا ۵۹۵، درگذشته ۶۶۱ میلادی) برای نخستین بار جشن اموات یا اُبُن برگزار شد.
گفته می‌شود این جشنواره از یک کتاب بودایی چینی که در ژاپنی «اورابُن سوترا» (به سانسکریت اولامبانا) خوانده می‌شود، اتخاذ شده‌است. به رغم ادعای اینکه این کتاب ترجمهٔ یک اثر بودایی از سرزمین هند است، صاحب نظران هیچ مدرک و نشانه‌ای دال بر وجود کتاب اصلی به زبان سانسکریت پیدا نکرده‌اند. احتمال دارد که این کتاب ریشهٔ چینی داشته باشد. چین جایی است که تعظیم و تکریم ارواح نیاکان قرن‌ها بود که به صورت یک سنت جا افتادهٔ دینی وجود داشت. در هر صورت این سنت در ژاپن نیز ریشه دواند و گل کرد. ریشه‌های این سنت حداقل به قرن هفتم بر می‌گردد.

## مراسم
معمولاً ژاپنی‌ها در روز سیزدهم اوت خود را آماده استقبال از روح مردگان خود می‌کنند. بعضی از مردم معتقدند که روح مردگان در این روز به این دنیا بر می‌گردند و به خانهٔ وابستگان سر می‌زنند. ارواحی که به این دنیا آمده‌اند، در شانزدهم اوت باز به دنیای دیگر بازمی‌گردند و به همین جهت بعضی از مردم در این روز خود را آماده به راه انداختن ارواح می‌کنند. در سال‌های اخیر به علت تغییر وضع زندگی و مشغله‌های زیاد مردم، بیشتر افراد نمی‌توانند مراسم ابن را اجرا کنند و فقط به قبر رفتگان خود می‌روند و برای شادی آن‌ها دعا می‌خوانند. بعضی از مردم به آمدن ارواح در روز سیزدهم اوت اعتقاد دارند، ابتدا بوتسودان (محراب بودایی) را تمیز می‌کنند بعد برای شادی ارواح و استقبال از آن‌ها در جلوی بوتسودان میز کوچکی قرار می‌دهند و روی آن میوه، آب، سبزی تازه فصل و غیره گذاشته و در کنار آن مجسمهٔ گاو و اسبی را که با بادمجان و خیار درست کرده‌اند قرار می‌دهند. بعضی معتقدند که برای استقبال از ارواح، گاو و اسب ضروری است چون ارواح از این دو به عنوان قایق استفاده می‌کنند و به این دنیا بر می‌گردند. بعضی معتقدند که هر روحی به منزلی بر می‌گردد که در زمان زندگی اش در آنجا ساکن بوده‌است و حال بازماندگانش در آنجا زندگی می‌کنند. به همین خاطر در قدیم در جلو ورودی خانه، آتش استقبال از ارواح را روشن می‌کردند. امروزه رسم برافروختن آتش در ورودی منازل در بیشتر نقاط ژاپن به ویژه در شهرهای بزرگ منسوخ شده‌است. در بعضی از استان‌ها در ورودی خانه به جای آتش شمع قرار می‌دهند و در کنار آن اسبی که از خیار درست شده و گاوی که از بادنجان درست شده می‌گذارند. در روز سیزدهم چون ارواح می‌آیند سر اسب و گاو را به سمت داخل منزل قرار می‌دهند و در روز شانزدهم چون ارواح بر می‌گردند سر اسب و گاو را به سمت بیرون منزل قرار می‌دهند. در ایام ابن چون بعضی از افراد به زادگاهشان برمی گردند وسایل نقلیه عمومی مانند قطار و هواپیما شلوغ می‌شود.
از جمله کارهایی که در مراسم ابن (اوبون) انجام می‌شود بن اودوری یا رقصیدن به صورت حلقه‌ای و دایره‌وار، در شب تحت نور فانوس و همراه با نواختن طبل‌های بزرگ است.

## فلسفه
موضوع جشنواره اوبون پیوند و ارتباط زنده‌ها با اقوام متوفای ایشان است. در اوبون با رسم دیرینهٔ شینتویی راضی ساختن ارواح کینه جوی روبرو هستیم. مردم برای آرام ساختن ارواحی که احتمال داشت در حال خشم و غضب برای شکار زنده‌ها مراجعه کنند به‌طور رسمی به آن‌ها منزلت کامی اعطا می‌کردند و به نام آن‌ها زیارتگاه شینتویی بنا می‌کردند. مردم برای خوشحال کردن و رام ساختن روح موجود و پابرجای متوفی چنین او را گرامی می‌داشتند نه از روی ادای احترام نسبت به عظمت حیات او.

## فرضیه منشأ ایرانی داشتن اُبُن

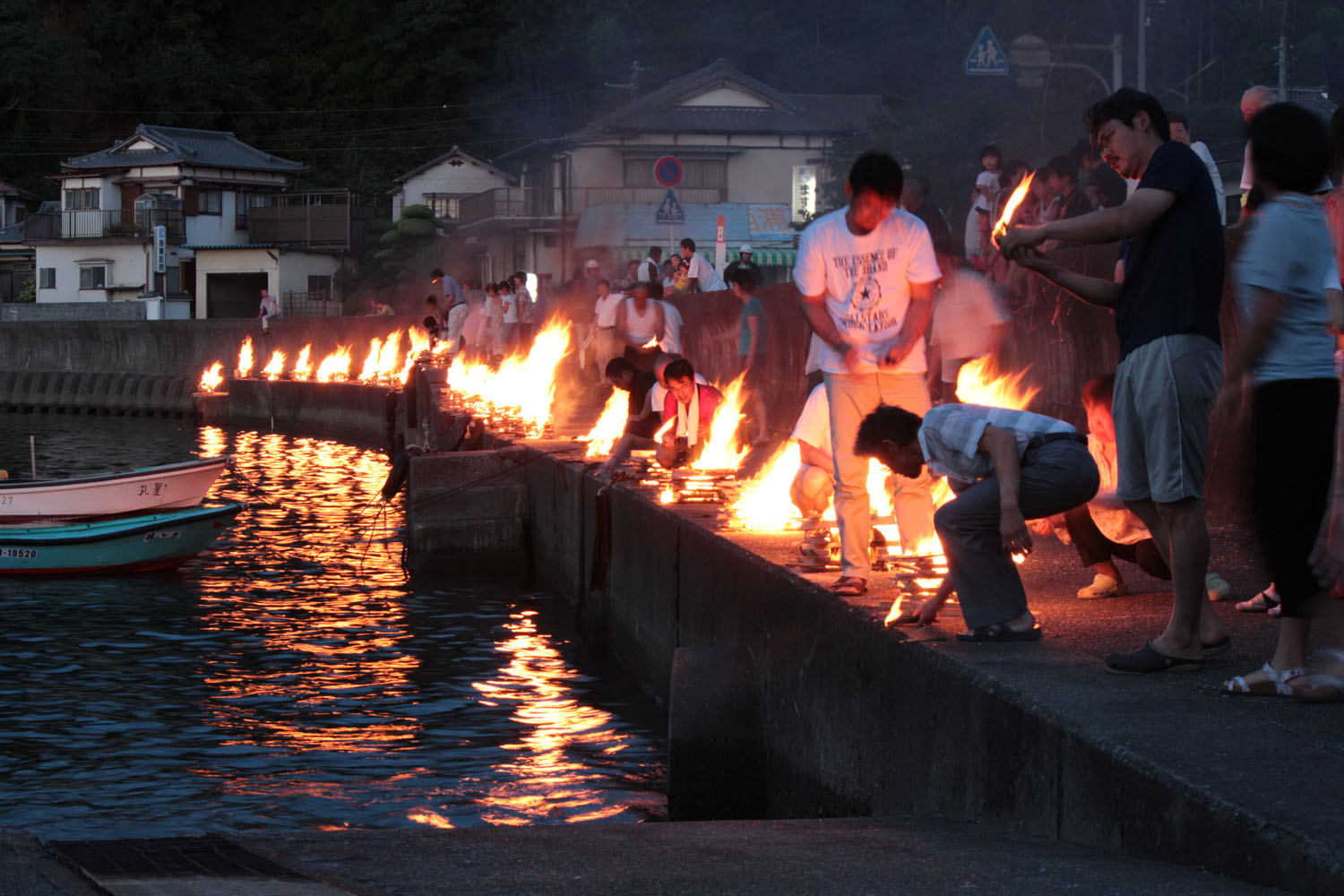
روشن کردن آتش برای استقبال ارواح درگذشتگان در ابن

بنا بر فرضیه برخی از محققان ژاپنی امکان دارد که اُبُن یا جشن اموات از رسوم ایرانی منشأ گرفته شده باشد. در نیهون شوکی (در سال ۷۲۰ تألیف آن پایان یافته) آمده‌است که در زمان حکمرانی امپراتریس کوگیوکو (امپراتریس سایمی) در روز سوم از ماه هفتم سال ۶۵۷ میلادی (۳۶ هجری شمسی) چند مرد و زن از راه دریا با کشتی به کیوشو جزیرهٔ جنوب غربی ژاپن رسیدند سپس در روز پانزدهم ماه هفتم در معبد بودایی آسوکا انگاره‌ای بودایی ساخته شد و پیش از آن «اُورابون» را جشن گرفتند. در نیهون شوکی آمده‌است که یکی از این افراد بنام «توکوُوارا بیتو گنزو هاشی داچیا» (乾豆波斯達阿 げんずはしだちあ) که رهبر این گروه راه گم کردگان دریا بود، زنش را به گروگان در ژاپن سپرد و خود و همراهانش بازگشتند. به عقیده محققان توکوُوارا همان تحریف شدهٔ نام «دارا» ی ایرانی است. جزء «هاشی» در نام «گنزو هاشی داچیا» را در سدهٔ هفتم میلادی، ایرانیان «پارسیگ» تلفظ می‌کردند که به معنای ایرانی است. گنزو را نیز در زبان ایرانی (میانه) به معنی هند، خاستگاه بودا بود. بر این قرار «توکوُوارا بیتو گنزو هاشی داچیا»، «دارای بودایی ایرانی» معنی می‌دهد.
از سوی دیگر در کتب بوداییان تبت آمده‌است که تازیگ نام سرزمینی است که آیین بون (دین) شبه بودایی از آنجا آمده‌است. باور برخی پژوهشگران این است که تازیک یا تازیگ نام تاجیکستان است. همچنین چرخ گردون یا سواستیکا که در جغرافیایی آریایی و هخامنشی سابقه کهنی دارد از نشانه‌های بون و بودایی و هندویی می‌باشد
.

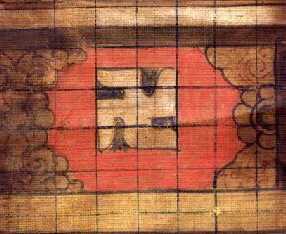
چرخ گردون یا سواستیکا در مذهب بون

در ایران در هنگام جشن فروردگان مردم پیش از عید نوروز بر روی پشت بام‌ها، آتش برمی‌افروختند، اگر چنین می‌کردند تصور بر این بود که فروهرها (ارواح مردگان) به‌طور گروهی بازگشته و مانند یک سپاه به بازماندگان کمک خواهند کرد.
در زمانهای کهن و در عهد هخامنشیان در ماه هفتم روزهای ۱۳ تا ۱۶ جشن مهرگان برگزار می‌شده‌است که از ابتدای مهر با میزان شدن روز و شب یا سر میزو و اعتدال پاییزی شروع می‌شده و به جشن بازگشت ارواج در شب پانزدهم پایان می‌یافته امروزه این مراسم در بعضی نقاط بنام چراغ برات یا شب برات برگزار می‌شود اما به ماه قمری نیمه شعبان منتقل شده‌است.
ایرانشناس ژاپنی، ایموتو یه‌ایجی (به ژاپنی: 井本英一 Imoto Eiichi) در مورد ارتباط بین این رسم با ایران نوشته‌است که نوروز در ایران جشنوارهٔ دیدار ارواح درگذشتگان است و گفته‌اند که ارواح برای مدت ده روز در این ایام در این جهان می‌مانند و سپس به عالم خود بازمی‌گردند. پس برای بدرقه آنان جشنی می‌ساختند و آتش برپا می‌کردند. مردم و کسانی که از زادگاهشان دور شده بودند در ایام به خانهٔ پدری بازمی‌گشتند و در این ایام مردم ماهی می‌خورند، ماهی غذای معمول مردم ایران نیست و فقط در شب عید یا نوروز است که مردم ماهی می‌خورند، این رسم شاید از ناحیهٔ شمال یا آسیای میانه آمده باشد. زرتشتیان عقیده دارند که پیامبر آن‌ها در زندگیش این رسم طبیعت یعنی بازگشت مردگان در موسمی از سال را که «اَشُووان» نامیده می‌شود، پذیرفت. این واژه در فارسی باستان «اَرتوان» شد. اَرتوان در لهجهٔ شرق میانهٔ ایران «اوُراوان» شد. «اوُراوان» تلفظ فارسی «اُورابون» است. سپس او از این طریق نتیجه‌گیری می‌کند که اصل «اُورابون» که تا به‌حال از زبان سانسکریت دانسته می‌شد درست نیست و ریشهٔ «اُورابون» از ایران است و ممکن است رسم اُبُن در اصل متعلق به بودایی‌های شمالی باشد.